# Riverside Stadium
Riverside Stadium er et fodboldstadion i det nordøslige England i byen Middlesbrough. Stadionet er hjemmebane for Championship-klubben Middlesbrough F.C. siden det åbnede den 26. august 1995. 
Dets nuværende kapacitet er 33.746 siddepladser. Banens mål er 105 x 69 meter, og tilskuerrekorden er på 35.000 i en landskamp mellem England og Slovakiet den 11. juni 2003. Foran stadionet står en statue af fodboldspilleren Wilf Mannion.